# أبنر دين
أبنر دين (بالإنجليزية: Abner Dean)‏ هو رسام كارتون أمريكي، ولد في 1910 في نيويورك في الولايات المتحدة، وتوفي في 30 يونيو 1982.

## وصلات خارجية
- أبنر دين على موقع قاعدة بيانات برودواي على الإنترنت (الإنجليزية)